# Treron seimundi
Treron seimundi е вид птица от семейство Гълъбови (Columbidae).

## Разпространение
Видът е разпространен във Виетнам, Лаос, Малайзия и Тайланд.